# Мартин, Томас Бим
Томас Бим Мартин (англ. Sir Thomas Byam Martin, 25 июля 1773 — 25 октября 1854) — британский адмирал флота.
Томас Мартин родился в Суррее и был третьим сыном Генри Мартина (англ. Henry Martin), ставшего позднее членом парламента от Саутгемптона и баронетом. В ранней юности он обучался в Саутгемптонской средней школе, а затем в Королевской средней школе в Гилдфорте.
В 1785 году Мартин поступил в Королевский Военно-морской колледж в Портсмуте. На следующий год он начал свою морскую карьеру в качестве капитанского слуги на фрегате HMS Pegasus, которым командовал принц Уильям Генри. В 1788 году он был переведен вместе с будущим королём на фрегат HMS Andromeda, а в 1790 году на корабль HMS Southampton. Затем Мартин был произведен в чин лейтенанта и назначен на корабль HMS Canada.
После двух лет службы на фрегатах HMS Inconstant и HMS Juno Мартин был произведен в чин коммандера и назначен командиром брандера HMS Tisiphone в Средиземном море, где принял участие в военных действиях периода французских революционных войн.
В ноябре 1793 года Мартин был повышен до полного капитана и получил в командование трофейный французский фрегат HMS Modeste. Спустя два года он был переведен во Флот Канала, где получил фрегат HMS Santa-Margarita, командуя которым, захватил французский фрегат Tamise, потеряв при этом убитыми два человека и три человека ранеными.
В 1797 году Мартин был переведен в Вест-Индию, где командуя двухдечным HMS Tamar захватил девять приватиров.
В 1798 году, командуя HMS Fisgard, Мартин участвовал в охране берегов Ирландии и срыве планов высадки французских войск для поддержки восстания. 20 октября догнал и после боя захватил французский Immortalité. В это время он вел блокадные действия у берегов Франции в составе эскадры коммодора сэра Джона Уоррена.
Во время Амьенского мира Мартин командовал кораблем HMS Impetueux, на котором в 1804 году он участвовал в спасении экипажа потерпевшего крушение корабля HMS Venerable. В 1807 году командовал 98-пушечным кораблем HMS Prince of Wales в составе Флота Канала. В 1808 году, получив в командование 74-пушечный HMS Implacable, принял участие в русско-шведской войне. Вместе с HMS Centaur он захватил и сжег русский 74-пушечный корабль «Всеволод», за что получил от шведского короля Густава Адольфа орден Меча.
В 1810 году Мартин временно замещал вице-адмирала лорда Катберта Коллингвуда в качестве командующего Средиземноморским флотом. В 1811 году вернулся на Балтику, где в чине контр-адмирала участвовал в обороне Риги во время Отечественной войны 1812 года.
В 1812—1814 годах Мартин был заместителем командующего в Плимуте. В 1813 находился при штабе герцога Веллингтона в Испании для координации действий Королевского флота и армии. 7 июня 1814 года Томас Мартин был произведен в чин контр-адмирала красной эскадры, а 4 января 1815 года, после окончания наполеоновских войн, был награждён орденом Бани командорского креста.
В 1815 году сэр Томас был назначен на должность сначала помощника контроллера флота, а на следующий год контроллером. Занимая эту должность, он оказывал большое влияние на военно-морскую политику Великобритании и на сокращение Королевского флота в связи с миром. 22 июля 1830 года он был произведен в чин адмирала синей эскадры, 10 января 1837 года — в чин адмирала белой эскадры.
Также в течение четырнадцати лет, с 1818 года по 1832 год, сэр Томас был членом Парламента от Плимута. Он поддерживал тори и выступал с решительной критикой кабинета графа Грея. Это привело к тому, что сэр Мартин был уволен в 1831 году своим старым другом королём Вильгельмом IV от должности контроллера флота.
В 1849 году сэр Томас был произведен в чин адмирала флота и награждён Большим рыцарским крестом ордена Бани. Также он занимал почетные должности контр-адмирала Соединенного Королевства, а с 1847 года и до самой смерти — вице-адмирала Соединенного Королевства.

## Семья
В 1798 году Томас Мартин женился на Кэтрин Феншоу (англ. Catherine Fanshawe), дочери капитана Роберта Феншоу. У них родилось три сына и три дочери. Сыновья Уильям и Генри также стали адмиралами Королевского флота.